# Hillia vigilans
Hillia vigilans là một loài bướm đêm trong họ Noctuidae.